# Conteos dinámicos
Los conteos dinámicos son un método estadístico y computacional que sirve para dar tendencias electorales el mismo día de la elección a pocas horas de cerradas las urnas electorales y mucho antes del recuento del total de los votos emitidos en la elección.

## Características
Los Conteos Dinámicos son una innovación tecnológica desarrollada por el Instituto Politécnico Nacional, que fueron implementados por primera vez en la elección local de la Ciudad de México del 5 de julio de 2009. Consisten en un conjunto de procedimientos matemáticos para obtener estimaciones estadísticas representativas, confiables y oportunas, sobre el porcentaje de votos que cada partido político obtendrá al término de las Elecciones con base en información parcial del Programa de Resultados Electorales Preliminares o Parciales (que por sus características, en las primeras horas no necesariamente es estadísticamente representativo). Estos procedimientos implican la selección de un subconjunto de datos que se distribuyen uniformemente en cada ámbito electoral con base en la valoración de criterios estadísticos. La selección de los datos se realiza mediante procesos aleatorios iterativos, hasta conformar por lo menos 30 muestras estadísticas representativas, a partir de información dispersa y usualmente no representativa.
El proyecto de los Conteos Dinámicos es producto de una investigación científico-tecnológica desarrollada por los Doctores Alexander Balankin y Miguel Ángel Martínez Cruz.